# Itabashi
Itabashi (板橋区, Itabashi-ku) is een van de 23 speciale wijken van Tokio. Itabashi heeft het statuut van stad en noemt zich in het  Engels ook Itabashi City. In 2008 had de wijk  531793 inwoners.  De bevolkingsdichtheid bedroeg 16270 inw./km².  De oppervlakte van de wijk is 32,17 km².

## Geografie
Itabashi grenst aan de prefectuur Saitama. De rivier Arakawa vormt een deel van de grens tussen Itabashi en Saitama. 
Itabashi is een zusterwijk van Burlington (Canada), het district Shijingshan van de Chinese hoofdstad Peking, en Bologna (Italië).

## Geschiedenis
De naam Itabashi betekent vrij vertaald “plankbrug”. Deze naam is afgeleid van een houten overbrugging over de Shakujii uit de Heianperiode. Een dergelijke brug was destijds ongebruikelijk. In de Edoperiode doorkruiste de Nakasendo de nabijgelegen Shimo Itabashi, waardoor de naam ook op dit gebied van toepassing werd. 
Op 1 oktober 1932 werden negen dorpen en plaatsen in het district Kita-Toshima samengevoegd tot het huidige Itabashi. Op 3 mei 1947 werd Itabashi officieel een speciale wijk van Tokio.

## Universiteiten
In Itabashi zijn vier universiteiten gevestigd: de Tokio-Kasei-universiteit, de primaire campus van de Teikyo-universiteit, een subcampus van de Daito-Bunka-universiteit, en het medisch college van de Nihon-universiteit.